# Retour à Gorée
Retour à Gorée es una película del año 2007.

## Sinopsis
Regreso a Gorea cuenta el periplo del cantante africano Youssou N’Dour siguiendo las huellas de los esclavos negros y de la música inventada por ellos: el jazz. Tiene un desafío: llevar a África un repertorio de jazz y cantarlo en Gorée, la isla símbolo del comercio de esclavos, en homenaje a las víctimas. Guiado por el pianista Moncef Genoud en su búsqueda, Youssou N’Dour recorre Estados Unidos y Europa. Acompañados por músicos excepcionales, sus encuentros con numerosas personalidades dan pie a conciertos y charlas sobre la esclavitud.

## Premios
- Nyon Visions du Réel (Suiza) 2007